# شیرکان (سیلوانه)
شیرکان، روستایی است از توابع بخش سیلوانه و در شهرستان ارومیه استان آذربایجان غربی ایران.

## جمعیت
این روستا در دهستان مرگور قرار داشته و بر اساس سرشماری سال ۱۳۸۵ جمعیت آن ۷۶۲ نفر (۱۲۶ خانوار)
بوده‌است.